# Municipio Mairana
Das Municipio Mairana ist ein Verwaltungsbezirk im Departamento Santa Cruz im südamerikanischen Anden-Staat Bolivien.

## Lage im Nahraum
Das Municipio Mairana ist eines von vier Municipios der Provinz Florida und umfasst die zentralen Bereiche der Provinz. Es grenzt im Norden an die Provinz Ichilo, im Westen an das Municipio Pampa Grande und im Osten an das Municipio Samaipata.
Das Municipio erstreckt sich zwischen etwa 17° 46' und 18° 11' südlicher Breite und 63° 52' und 64° 08' westlicher Länge, seine Ausdehnung von Westen nach Osten beträgt bis zu 20 Kilometer und von Norden nach Süden bis zu 40 Kilometer.
Das Municipio umfasst 25 Gemeinden (localidades), der zentrale Ort des Municipios ist die Stadt Mairana mit 6756 Einwohnern (Volkszählung 2012) im südlichen Teil des Municipios.

## Geographie
Das Municipio Mairana liegt im Übergangsbereich zwischen der Anden-Gebirgskette der Cordillera Oriental im Westen und dem bolivianischen Tiefland im Osten. Das Klima in den geschützten Tallagen ist ganzjährig mild und ausgeglichen, nicht so heiß und schwül wie im nahegelegenen Tiefland.
Die mittlere Durchschnittstemperatur der Region liegt bei 21 °C (siehe Klimadiagramm Mairana) und schwankt nur unwesentlich zwischen 18 °C im Juni/Juli und knapp 23 °C von November bis Januar. Der Jahresniederschlag beträgt etwa 750 mm, bei einer nur schwach ausgeprägten Trockenzeit von Mai bis September mit Monatsniederschlägen unter 30 mm und einer Feuchtezeit von Dezember bis Februar mit 110 bis 120 mm Monatsniederschlag.

## Bevölkerung
Die Einwohnerzahl des Municipios ist zwischen 1992 und 2024 auf das Doppelte angestiegen:
| Jahr | Einwohner | Quelle       |
| ---- | --------- | ------------ |
| 1992 | 6.340     | Volkszählung |
| 2001 | 7.747     | Volkszählung |
| 2012 | 10.177    | Volkszählung |
| 2024 | 12.732    | Volkszählung |

Die Bevölkerungsdichte des Municipios bei der letzten Volkszählung von 2024 betrug 19,2 Einwohner/km², der Alphabetisierungsgrad bei den über 15-Jährigen war von 85,5 Prozent (1992) auf 89,3 Prozent angestiegen. Die Lebenserwartung der Neugeborenen betrug 67,1 Jahre, die Säuglingssterblichkeit war von 4,9 Prozent (1992) auf 5,0 Prozent im Jahr 2001 leicht angestiegen.
94,3 Prozent der Bevölkerung sprechen Spanisch, 24,3 Prozent sprechen Quechua, und 1,3 Prozent Aymara. (2001)
38,0 Prozent der Bevölkerung haben keinen Zugang zu Elektrizität, 32,4 Prozent leben ohne sanitäre Einrichtung (2001).
76,8 Prozent der 1959 Haushalte besitzen ein Radio, 54,3 Prozent einen Fernseher, 59,0 Prozent ein Fahrrad, 17,8 Prozent ein Motorrad, 15,3 Prozent ein Auto, 21,3 Prozent einen Kühlschrank, und 8,2 Prozent ein Telefon. (2001)

## Politik
Ergebnis der Regionalwahlen (concejales del municipio) vom 4. April 2010:
| Wahl- berechtigte |  | Wahl- beteiligung | gültige Stimmen |  | MAS-IPSP | TODOS  | VERDES | MSM    |
| ----------------- |  | ----------------- | --------------- |  | -------- | ------ | ------ | ------ |
| 4.855             |  | 4.277             | 3.175           |  | 1.274    | 756    | 710    | 435    |
|                   |  | 88,1 %            | 74,2 %          |  | 40,1 %   | 23,8 % | 22,4 % | 13,7 % |

Ergebnis der Regionalwahlen (elecciones de autoridades políticas) vom 7. März 2021:
| Wahl- berechtigte |  | Wahl- beteiligung | gültige Stimmen |  | MAS-IPSP | CREEMOS | UNIDOS | SOL    | ASIP   | MNR    |
| ----------------- |  | ----------------- | --------------- |  | -------- | ------- | ------ | ------ | ------ | ------ |
| 8.183             |  | 7.101             | 6.235           |  | 3.578    | 2.196   | 326    | 59     | 53     | 23     |
|                   |  | 86,78 %           | 87,80 %         |  | 57,39 %  | 35,22 % | 5,23 % | 0,95 % | 0,85 % | 0,37 % |

## Gliederung
Das Municipio Mairana besteht nur aus einem einzigen Kanton, der sich in die folgenden achtzehn Unterkantone (vicecantones) untergliedert:
- Vicecantón Comunidad Alto Mairana – 1 Gemeinde – 247 Einwohner (2001)
- Vicecantón Comunidad Bella Vista – 1 Gemeinde – 110 Einwohner
- Vicecantón Comunidad La Yunga – 1 Gemeinde – 155 Einwohner
- Vicecantón Comunidad Posuelo – 2 Gemeinden – 443 Einwohner
- Vicecantón Comunidad Río Nuevo – 1 Gemeinde – 98 Einwohner
- Vicecantón Comunidad Tres Quebradas – 1 Gemeinde – 174 Einwohner
- Vicecantón Comunidad Venadillo – 2 Gemeinden – 266 Einwohner
- Vicecantón Comunidad Villa Copacabana – 1 Gemeinde – 100 Einwohner
- Vicecantón Comunidad Villa Eccehomo – 1 Gemeinde – 126 Einwohner
- Vicecantón La Tuna – 1 Gemeinde – 254 Einwohner
- Vicecantón Mairana – 3 Gemeinden – 4.036 Einwohner
- Vicecantón Mendiola – 1 Gemeinde – 343 Einwohner
- Vicecantón Piedra Meza – 2 Gemeinden – 108 Einwohner
- Vicecantón Sivingal – 1 Gemeinde – 164 Einwohner
- Vicecantón Todos Santos – 1 Gemeinde – 82 Einwohner
- Vicecantón Yerba Buena Militar – 3 Gemeinden – 909 Einwohner
- Vicecantón San Rafael – 1 Gemeinde – 61 Einwohner
- Vicecantón Comunidad La Piedra – 1 Gemeinde – 71 Einwohner

## Ortschaften im Municipio Mairana
- Mairana 6756 Einw.